# De misantroop
De misantroop is een schilderij van Pieter Bruegel de Oude uit 1568, te zien in het Museo di Capodimonte van Napels. Het is een van de vier bewaarde werken die Bruegel maakte met de techniek van het Tüchlein.
Het doek is rechtsonder gesigneerd en gedateerd BRVEGEL 1568, maar de lettervormen zouden erop wijzen dat dit niet eigenhandig is gebeurd.

## Voorstelling
Op een vierkant doek schilderde Bruegel een tondo waarin een grijsaard wordt bestolen. Het bijschrift maakt duidelijk dat zijn zware kap en mantel een rouwdracht zijn: Om dat de werelt is soe ongetru / daer om gha ic in den ru. Verbittering over de trouweloosheid van de wereld is af te lezen van zijn neergetrokken mondhoeken. Neus en baard vormen een lang, puntig beeldrijm. De grijsaard, met samengevouwen handen, lijkt te zeer in gedachten verzonken om te merken dat hij op het punt staat in voetangels te trappen of dat een dief vrolijk bezig is hem zijn goedgevulde, hartvormige beurs afhandig te maken, die hij aan een lang snoer draagt. De in lompen geklede beurzensnijder is omgeven door een transparante rijksappel. Op de achtergrond zien we een pastoraal landschap met een molen en een herder die tussen zijn schapen op een staf leunt. Het vredige tafereel contrasteert met de zwartgalligheid van de protagonist.

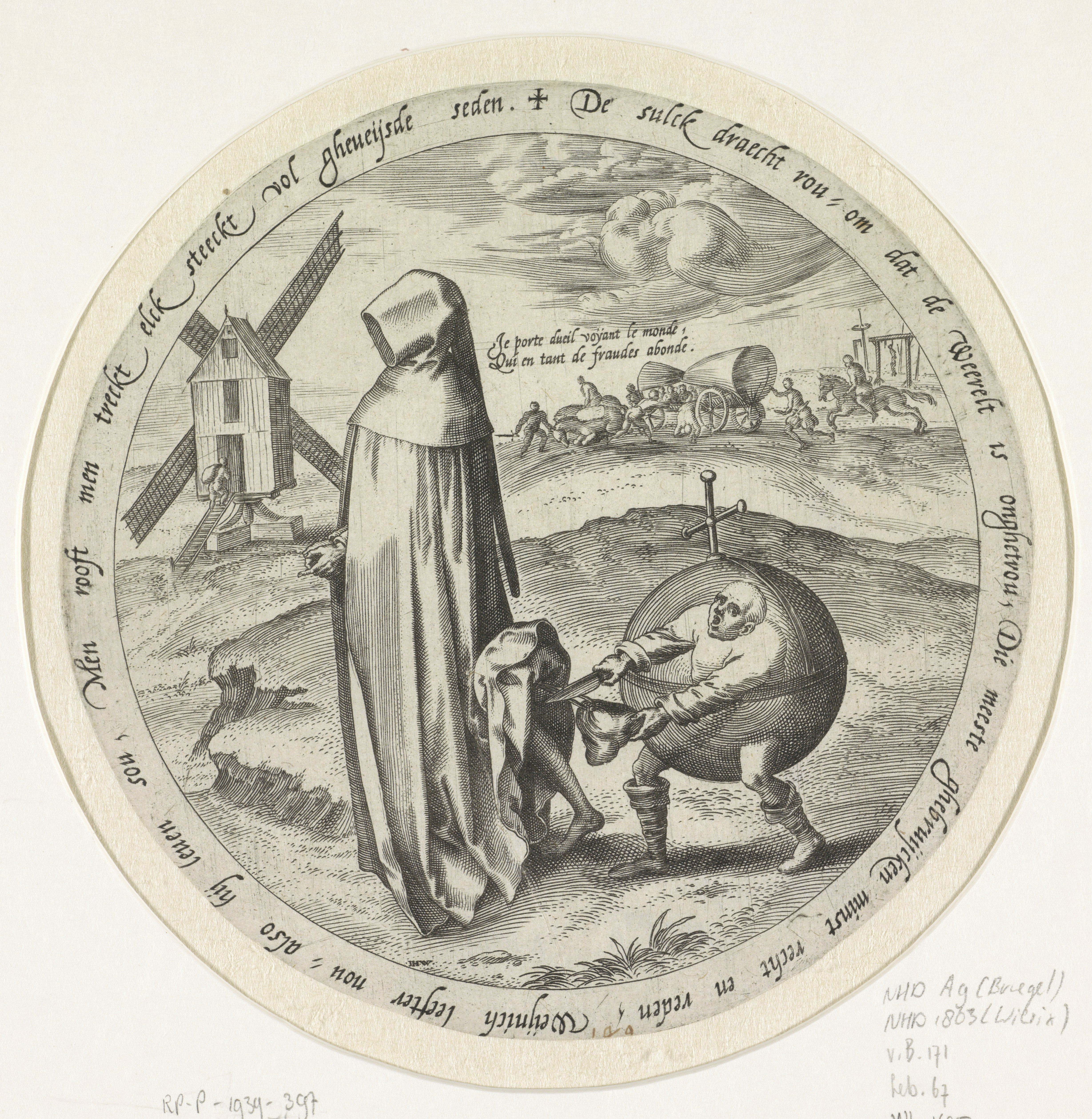
Gravure van Jan Wierix vrij naar Bruegel. Randschrift: De sulck draecht rou / om dat de weerelt is onghetrou, Die meeste ghebruijcken minst recht en reden, Weijnich leefter nou / also hij leuen sou, Men rooft men treckt elck steeckt vol gheueijsde seden. Achter de misantroop: Je porte dueil voyant le monde / Qui en tant de fraudes abonde.

## Interpretaties
De afgebeelde misantroop is volgens het opschrift een gedesillusioneerd slachtoffer van de trouweloze wereld. Voorbij deze tekst, die niet eigenhandig door Bruegel lijkt te zijn geschilderd, hebben vorsers tal van interpretaties naar voren geschoven.
De Tolnay meende dat het opschrift niet de werkelijke motieven van de misantroop weergaf. Hij zag een kluizenaar die zich in het woud terugtrekt maar door zijn volle beurs verraden wordt als een hypocriete vrek, bezig zijn geld te redden uit een wereld die aan de horizon reeds in brand staat. Aan de hartvorm van de beurs is te zien waar zijn werkelijke affectie ligt. Het imbeciele monster dat hem berooft, staat weliswaar voor de trouweloze wereld, maar toont tegelijk dat ook de misantroop er niet los van staat en slechts een koekje van eigen deeg krijgt.
Voor Gibson toont het schilderij dat het dwaas is te denken dat men zich aan de wereldse machinaties kan onttrekken. Zelfs het pad naar de rust is bezaaid met valstrikken.
Marijnissen ziet geen grond om het opschrift te negeren, dat slechts een veroordeling van de wereld inhoudt. Zelfs al is de tekst niet van Bruegels hand, hij dateert wel uit zijn tijd. Ook op de gravure die Jan Wierix naar het schilderij maakte, gaat de boodschap in die richting.
Sellink ontwaart meerdere betekenislagen. Wie zich afwendt van de wereld, moet afstand doen van het materiële. De hartvorm van de beurs suggereert dat de misantroop door zijn keuze tegen de wereld ook zijn hart en menselijkheid verliest. Bedrog en zelfbedrog liggen dicht bij elkaar. Bruegel lijkt de toeschouwer een spiegel voor te houden, effect dat zijn keuze voor een ronde vorm misschien moest versterken.

## Nachleben
Wierix nam het tafereel op in een twaalfdelige prentenreeks over Vlaamse spreekwoorden. De andere prenten zijn niet op Bruegel gebaseerd en ook de misantroop is vermoedelijk een vrije interpretatie met enkele extra elementen. Er bestaan ook verschillende geschilderde varianten van Bruegels Misantroop, waaronder twee uit de omgeving van zijn oudste zoon, die nochtans het origineel niet tot zijn beschikking had.

## Herkomst
Het schilderij bevond zich al vroeg in Italië, net als de De parabel der blinden. Aangezien de twee werken ook thematisch en technisch verwant lijken, zijn ze misschien voor dezelfde opdrachtgever gemaakt. In elk geval behoorde de Misantroop in 1612 tot de collectie van graaf Giovan Battista Masi in Parma. Van zijn vader Cosimo is geweten dat hij in 1595 uit de Nederlanden terugkeerde met een verzameling schilderijen. Giovan Battista Masi werd door hertog Ranuccio I Farnese beschuldigd van een samenzwering tegen zijn huis en zag zijn goederen in beslag genomen. In de bewaarde inventaris uit 1612 is een beschrijving van de Misantroop te vinden. Koning Karel III van Spanje erfde de Farnesecollectie en bracht ze in 1734 over naar zijn paleis in Napels, dat later een museum werd.

## Voetnoten
1. ↑  Hendrik D.L. Vervliet, "De 'Twaalf spreekwoorden' van het Museum Mayer van den Bergh. Een onderzoek naar de datum van ontstaan van de onderschriften", in: Jaarboek Koninklijk Museum voor Schone Kunsten Antwerpen, 1960, p. 81
2. ↑  Charles de Tolnay, Pierre Bruegel l'ancien, vol. I, 1935, p. 47
3. ↑  Walter Gibson, Bruegel, 1977, p. 188

Landschap met de parabel van de zaaier (1557) · Wie een varken is, moet in het kot (1557) · Twaalf spreekwoorden (1558) · De spreekwoorden (1559) ·  De strijd tussen Vasten en Vastenavond (1559) · De kinderspelen (1560) · De zelfmoord van Saul (1562) · Twee aapjes (1562) · De val der opstandige engelen (1562) · De triomf van de dood (ca. 1562) · Dulle Griet (1563) · De vlucht naar Egypte (1563) · Gezicht op de baai van Napels (ca. 1563) · De bouw van de toren van Babel (1563) · De aanbidding door de wijzen in de sneeuw (1563) · De kruisdraging (1564) · De aanbidding door de wijzen (1564) · De ontslaping van Maria (ca. 1564) · Christus en de overspelige vrouw (1565) · De hooitijd (juni/juli) (1565) · De oogst (augustus/september) (1565) · De terugkeer van de kudde (oktober/november) (1565)  · Jagers in de sneeuw (december/januari) (1565) · De sombere dag (februari/maart) (1565) · Winterlandschap met schaatsers en vogelknip (1565) · De kindermoord te Bethlehem (ca. 1566) · De boerenbruiloftsdans (1566) · De volkstelling te Bethlehem (1566) · De prediking van Johannes de Doper (1566) · De Sint-Maartenswijn (1566-67) · Het Land van Kokanje (Luilekkerland) (1567) · De bekering van Paulus (1567) · Het bruiloftsmaal (ca. 1567) · De dorpskermis (ca. 1567) · De toren van Babel (ca. 1568?) · Drie soldaten (1568) · De nestrover (1568) · De misantroop (1568) · De parabel van de blinden (1568) · Hoofd van een boerin (ca. 1568) · De kreupele bedelaars (1568) · De ekster op de galg (1568)
Landschap met de verschijning van Christus aan het meer van Tiberias (1553) · De aanbidding door de wijzen (ca. 1556) · De val van Icarus (ca. 1565)
De grote vissen eten de kleine · Zeeslag in de Straat van Messina